# 琴園國樂團
琴園國樂團由林谷珍（林谷芳先生胞弟）於1988元創立，位於台灣台北的傳統國樂團體，長年致力於民族音樂的傳承與弘揚。 
2001-2013多次榮獲文化建設委員會評選為「優良演藝團隊」及「發展扶植團隊」。2013-2017獲文化部評選為「優良發展級團隊」。
2015年原創國樂音樂劇《說書人音樂劇場—大唐盛世•李謩傳奇》入圍文化部「金曲獎」最佳傳統表演藝術影音出版獎。

## 出版

### 書籍
- 笛之道【胡結續】笛子曲集
- 玉笛飛聲【俞遜發】笛子曲集
- 草原牧笛【李鎮】笛子曲集
- 長安笛韻【馬迪、張延武】笛子曲集

### 音樂專輯
- 中國竹笛名家名曲系列（四）【玉笛飛聲】俞遜發笛藝四十年回顧展 雙CD
- 中國竹笛名家名曲系列（五）【笛藝春秋】趙松庭笛藝七十年回顧展 雙CD
- 中國竹笛名家名曲系列（七）【龍笛鳳簫話古今】張維良笛簫意境 雙CD
- 中國竹笛名家名曲系列（八）【長安笛韻】馬迪、張延武笛藝聯展 雙CD
- 中國竹笛名家名曲系列（九）【蒼龍吟】陸春齡、胡結續笛藝聯展 雙VCD
- 中國器樂名家系列【琴 緣】蕭白鏞、俞遜發、潘靜、賴秀綢 聯合音樂會 雙VCD
- 中國竹笛名家名曲系列（十）【沂河歡歌百鳥引】曲祥、孔慶寶笛藝聯展 雙VCD
- 牡丹亭-俞遜發笛子演奏 雙CD

## 歷年演出
- 1995-2011年，於臺北兩廳院國家音樂廳舉辦二十二場「中國竹笛名家名曲系列」音樂會，邀請大陸笛壇數十位一級演奏家來台交流，有系統的記錄及出版影音光碟。

- 2011年創《說書人音樂劇場—大唐盛世•李謩傳奇》

- 2012年推出「當西方遇見東方•皮亞左拉的四季情緣」，2014年2月應海德堡大學之邀於德國海德堡大學、杜賓根大學、法蘭克福大學、慕尼克愛樂小廳、瑞士白冷會天主教堂等地，巡演9場。

- 2013年於台北市中山堂中正廳舉辦「孫維熙教授門生音樂會-鳳翼雙雙琵琶雨：李彤、章紅艷、張申申、李暉」

- 2013年受邀至北京中國音樂學院、甘肅蘭州人民大劇院、東盟藝術音樂周－廣西藝術學院巡迴演出。

- 2016年於香港參加中國管樂節「氣聚香江」演出《說書人音樂劇場－大唐盛世．李謩傳奇》

- 2016年推出多媒體音樂劇場《文姬歸漢圖》。

## 報章節目介紹
- LTV人間衛視-2010年人間心燈「林谷珍 --迷醉竹笛 堅持國樂藝術」[4][5]

- 2006年大紀元報導「傅旭芳、琴園國樂團聯合演出」[6]

- 2014年自由時報「琴園國樂團說書講古 奏吹笛手傳奇」唐代傳奇中曾有段李謩與孤獨丈的故事，琴園國樂團再度推出「說書人音樂劇場——大唐盛世•李謩傳奇」，顛覆常人對傳統國樂的印象，以說書人講古方式來說這段唐朝吹笛人的音樂故事。[7]

## 資料來源
1. ↑  {https://tplecturehall.tw/teacher-view/%E6%9E%97%E8%B0%B7%E8%8A%B3/ （页面存档备份，存于） 台北書院介紹}
2. ↑  {https://www.moc.gov.tw/information_250_59658.html （页面存档备份，存于） 106年度「演藝團隊分級獎助計畫」補助名單出爐}
3. ↑  {https://www.ncfta.gov.tw/information_108_43040.html （页面存档备份，存于） 第26屆傳藝金曲獎入圍名單暨特別獎得獎者}
4. ↑  {https://m.youtube.com/watch?v=JO32wBj-Uro 人間心燈-琴園國樂團}
5. ↑  {http://www.bltv.tv/program/?f=content&sid=1&cid=3835 （页面存档备份，存于） 人間衛視}
6. ↑  {https://www.epochtimes.com/b5/6/2/14/n1223412.htm/amp 大紀元報導}
7. ↑  {https://news.ltn.com.tw/amp/news/life/breakingnews/1096435}%5B%5D

## 延伸閱讀
- 楊舒婷.從琴園國樂團【中國竹笛名家名曲系列】音樂會探討兩岸交流對臺灣笛子演奏藝術之影響.The Research on the Influence of the Cross-strait Communication on the Di Performing Arts in Taiwan － on the case of the “Masterpieces of Di Series Concerts” by Chin-yuan Chinese Orchestra.國立臺灣師範大學.2010